# Cuenca del Medio Jarama
Según la Guía de Turismo Rural y Activo, editada por la Dirección General de Turismo (Consejería de Cultura y Turismo) de la Comunidad de Madrid, la Cuenca del Medio Jarama, situada al noreste de la región, es una de las comarcas de la Comunidad de Madrid, España, bañada por las aguas del río Jarama.

## Municipios de la comarca
La comarca está formada por los siguientes municipios, con la superficie en kilómetros cuadrados, y su población en el año 2021:
| Municipio                | Superficie | Población |
| ------------------------ | ---------- | --------- |
| Total comarca            | 586,20     | 146 709   |
| Ajalvir                  | 19,62      | 4676      |
| Algete                   | 37,88      | 20 749    |
| Camarma de Esteruelas    | 35,43      | 7555      |
| Cobeña                   | 20,84      | 7444      |
| Daganzo de Arriba        | 43,77      | 10 520    |
| El Molar                 | 50,29      | 9291      |
| Fresno de Torote         | 31,59      | 2416      |
| Fuente el Saz de Jarama  | 33,23      | 6883      |
| Meco                     | 35,11      | 14 903    |
| Paracuellos de Jarama    | 43,92      | 26 235    |
| Pedrezuela               | 28,35      | 6226      |
| Ribatejada               | 31,82      | 863       |
| San Agustín del Guadalix | 38,28      | 13 538    |
| Talamanca de Jarama      | 39,36      | 4123      |
| Valdeavero               | 18,79      | 1670      |
| Valdeolmos-Alalpardo     | 26,81      | 4309      |
| Valdepiélagos            | 17,59      | 612       |
| Valdetorres de Jarama    | 33,52      | 4696      |